# Mogarraz
Mogarraz é um município da Espanha na província de Salamanca, comunidade autónoma de Castela e Leão, de área 9,05 km² com população de 303 habitantes (2007) e densidade populacional de 37,18 hab/km².
O seu isolamento natural (situa-se no coração do parque natural das Batuecas e serra de França) favoreceu que esta vila medieval construída e repovoada no século XI por franceses, gascões e roseloneses tenha conservado intacta a sua arquitectura civil de pedra. Destaca-se a sua agricultura em terraços integrados na natureza e o seu artesanato. 
Pertence à rede das Aldeias mais bonitas de Espanha.

## Demografia
| Variação demográfica do município entre 1991 e 2004 | Variação demográfica do município entre 1991 e 2004 | Variação demográfica do município entre 1991 e 2004 | Variação demográfica do município entre 1991 e 2004 |
| --------------------------------------------------- | --------------------------------------------------- | --------------------------------------------------- | --------------------------------------------------- |
| 1991                                                | 1996                                                | 2001                                                | 2004                                                |
| 414                                                 | 379                                                 | 302                                                 | 335                                                 |